# تيموثي كانينغهام
الدكتور تيموثي كانينغهام كان طبيباً، تخرج من جامعة هارفارد وعمل مع «المركز الأمريكي لمكافحة الأمراض والوقاية منها». وباعتباره عالمًا في علم الأوبئة، كان قائدًا لفريقًا في هيئة خدمات الصحة العامة الأمريكية، وتم تعيينه في عام 2017 كجزء من القائمة 40 تحت 40 من مجلة Atlanta Business Chronicle . كما شارك في تأليف 28 منشورا حول مواضيع تتعلق بالحرمان من النوم ، والأمراض الرئوية، وأكثر من ذلك. تخرج كننغهام من مورهاوس وحصل على درجتي (S.M) و (ScD.) من كلية هارفارد TH تشان للصحة العامة.
في يوم 12 فبراير، ترك كننغهام وقت مبكر، حيث أبلغ بأنه يشكو من عدم الشعور بانه بشكل جيد، ولم يسمع عنه منذ ذلك الحين. سافر والداه من ولاية ماريلاند إلى شقته في اتلانتا والتي لم يكن متواجد بها، وعثروا على هاتفه ومفاتيحه ومحفظته وسيارته وكلبه في المنزل. في الأيام التي أعقبت اختفاء كننغهام الغامض، عرضت شرطة أتلانتا مكافأة قدرها 10000 دولار أمريكي للعثور عليه.